# Ievguenia Medvedeva-Arbouzova
Pour les articles homonymes, voir Arbouzova, Medvedeva et Ievguenia Medvedeva.
Ievguenia Medvedeva, née Arbouzova (en russe : Евгения Владимировна Медведева-Арбузова) le 4 juillet 1976 à Kondopoga, est une fondeuse russe.

## Biographie
En 2006, elle remporte le titre olympique du relais et la médaille de bronze de la poursuite aux Jeux de Turin.
Elle est aussi vice-championne du monde avec le relais en 2005 et du trente kilomètres libre en 2009.
Elle débute en Coupe du monde en 1997, remportant son premier relais en 2002, son premier podium individuel en 2004 au quinze kilomètres libre de Ramsau et sa première et unique victoire individuelle deux mois plus tard au dix kilomètres libre de Reit im Winkl.
Elle se retire après les Jeux olympiques de Vancouver 2010.

## Palmarès

### Jeux olympiques
| Épreuve / Édition                         | Turin 2006 | Vancouver 2010 |
| 10 km libre                               | -          | 7e             |
| 10 km classique                           | -          | -              |
| Poursuite 7,5 km classique + 7,5 km libre | Bronze     | 39e            |
| 30 km libre départ en ligne               | 21e        | -              |
| Relais 4 × 5 km                           | Or         | 7e             |

### Championnats du monde
| Épreuve / Édition                         | Épreuve / Édition                         | Val di Fiemme 2003 | Oberstdorf 2005 | Sapporo 2007 | Liberec 2009 |
| 10 km                                     | Libre                                     |                    | 10e             | 11e          |              |
| 10 km                                     | Poursuite                                 | 22e                |                 |              |              |
| Poursuite 7,5 km classique + 7,5 km libre | Poursuite 7,5 km classique + 7,5 km libre |                    |                 | 18e          | 12e          |
| 30 km                                     | Libre                                     | 27e                |                 |              |              |
| 30 km                                     | Libre départ en ligne                     |                    |                 |              | Argent       |
| Relais 4 × 5 km                           | Relais 4 × 5 km                           |                    | Argent          |              | 8e           |

### Coupe du monde
- 9 podiums dans des épreuves de Coupe du monde :
  - 5 podiums en épreuve par équipe dont : 2 victoires.
  - 4 podiums en épreuve individuelle dont : 1 victoire.
- Meilleur classement général : 15e de la Coupe du monde 2008 avec 355 points.

#### Victoires  individuelles
| Date            | Lieu          | pays      | Compétition |
| --------------- | ------------- | --------- | ----------- |
| 12 février 2005 | Reit im Winkl | Allemagne | 10km TL     |

Légende :

TC = classique

TL = libre

MS = départ en masse

HS = départ avec handicap

PU = poursuite